# Dafydd Rhys Williams
Dafydd Rhys Williams dr. (Saskatoon, Saskatchewan, 1954. május 16. –) kanadai orvos, tudós, űrhajós.

## Életpálya
1976-ban a McGill University (Montréal) keretében biológiából szerzett oklevelet. 1983-ban ugyanitt doktorált (fiziológia gyógyászatból) (PhD.), majd 1995-ben megvédte doktori diplomáját.
A Kanadai Űrügynökség (CSA) választotta ki űrhajósnak. 1992. június 9-től a Lyndon B. Johnson Űrközpontban részesült űrhajóskiképzésben. Kiképzett űrhajósként a Space Medicine Group űrhajós program vezetője, az űrhajósok orvosa. Két űrszolgálata alatt összesen 28 napot, 15 órát és 46 percet (687 óra) töltött a világűrben. Második kanadaiként három űrsétát (kutatás, szerelés) végzett, összesen  17 óra és 47 perc időtartamban. A legtöbb űrsétát végzett kanadai űrhajós. Űrhajós pályafutását 1992. június 9-én fejezte be. 1998-2002 között a Space and Life Sciences' Johnson Space Center (JSC) igazgatója.  Az első kanadai aki a NASA keretében vezető pozíciót betölthetett. 2001 októberében részt vett egy 18 napos tenger alatti NASA Extreme Environment Mission Operations (NEEMO) programban. 2008. február 29-től visszavonult az űrhajós szolgálatból. 2011-től a Southlake Regionális Egészségcentrum elnök-vezérigazgatója.

## Űrrepülések
- STS–90, a Columbia űrrepülőgép 25. repülésének küldetésfelelőse. A Spacelab mikrogravitációs laboratóriumban (Neurolab) hat űrügynökség és hét amerikai kutató intézet által összeállított kutatási, kísérleti és anyagelőállítási küldetését végezték. Kilenc ország 31 programját teljesítették. A legénység 12 órás váltásokban végezte feladatát. Első űrszolgálata alatt összesen 15 napot, 21 órát és 50 percet (382 óra) töltött a világűrben. 10 000 000 kilométert (6 200 000 mérföldet) repült, 256 alkalommal kerülte meg a Földet.
- STS–118, a Endeavour űrrepülőgép 20. repülésének küldetésfelelőse. A Nemzetközi Űrállomáshoz (ISS) vezető 22. Space Shuttle misszió – mely egyben a 150. amerikai emberes űrutazás. A Canadarm (RMS) manipulátor kar kezelésével elhelyezték és beüzemelték a szállított napelemtartó rácselemeket. Kirakták a 2,3 tonnányi eszközutánpótlást, átpakolták az 1,4 tonnányi hulladékot. Ellenőrizték az űrsikló hőpajzsát. Második űrszolgálata alatt összesen 12 napot, 17 órát, 55 percet és 34 másodpercet (306 óra) töltött a világűrben. 8 500 000 kilométert (5 274 977 mérföldet) repült, 202 kerülte meg a Földet.